# Снежков, Михаил Николаевич
Михаил Николаевич Снежков (род. 19 июля 1945, Миньярский район Челябинской области) — депутат Государственной Думы Российской Федерации (1993—1995) от Либерально-демократической партии России.

## Биография
Родился в лазарете спецлагеря НКВД в 33 км от города Аша после того, как его отец в 1944 году был арестован, а жена отправилась вслед за мужем и устроилась на работу фельдшером. Вырос в Ессентуках, где закончил школу, в 1969 году окончил Московский энергетический институт как инженер-электромеханик по специальности «электрооборудование летательных аппаратов». В дальнейшем окончил также Всесоюзный институт повышения квалификации руководящих и инженерно-технических работников в области стандартизации, качества продукции и метрологии, Университет марксизма-ленинизма при Московском городском комитете КПСС (1981) и Академию народного хозяйства при Правительстве Российской Федерации (1995), магистр государственной службы.
Работал в Московском научно-исследовательском институте приборостроения, в научно-исследовательском секторе кафедры электрических машин Московского института радиотехники, электроники и автоматики, в 1971—1979 гг. старший, затем ведущий инженер Центрального научно-исследовательского технологического института Министерства оборонной промышленности СССР, в 1979—1984 гг. заместитель заведующих отделами диспетчирования вычислительных работ и дальнейшего совершенствования автоматизированных систем управления предприятий Главного информационного вычислительного центра Министерства тяжёлого машиностроения СССР, учёный секретарь экспертного совета по оценке АСУП на предприятиях Минтяжмаша СССР, член государственных комиссий по приёмке АСУП. В 1984—1990 гг. заведующий бюро стандартизации и нормоконтроля Вычислительного центра коллективного пользования Главмосмонтажспецстроя при Мосгорисполкоме, разработчик автоматизированной системы «АСУ Москва». В 1990 году учредил Студенческое творческое кооперативное научно-техническое общество (СТК НТО) «Коллега» и стал его председателем (до 1995 года).
На первых выборах в Государственную Думу РФ в 1993 году избран депутатом по списку Либерально-демократической партии России. Член Комитета по образованию, культуре и науке.
В 1995 году создал Международный общественный фонд сохранения окружающей среды «SOS РУСЬ» и стал его президентом-попечителем. В 1997 году баллотировался в Государственную Думу на дополнительных выборах в Аннинском избирательном округе № 74 Воронежской области, занял 16-е место, получив 815 голосов (победил Дмитрий Рогозин). В 1997—1999 годах работал консультантом по связям с Государственной Думой и Советом Федерации в Министерстве регионального развития Российской Федерации, в 1999—2003 гг. начальник отдела по взаимодействию с Государственной Думой и Советом Федерации в Федеральной комиссии по рынку ценных бумаг.